# Jesús Ortega

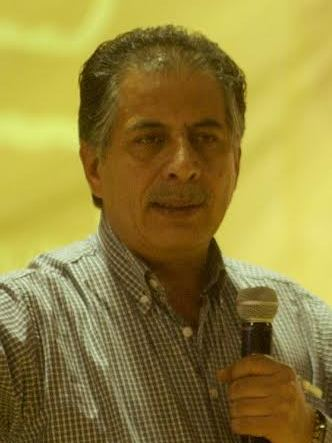
Jesús Ortega in 2015

Jesús Ortega Martínez (Aguascalientes, 5 november 1952) is een Mexicaans politicus van de Partij van de Democratische Revolutie (PRD).
Ortega studeerde biologie aan het Nationaal Polytechnisch Instituut (IPN) en sloot zich aan bij de Socialistische Arbeiderspartij (PST) waarvoor hij in de Kamer van Afgevaardigden werd gekozen. In de jaren 80 stapte hij uit de PST en sloot zich aan bij de Mexicaanse Socialistische Partij (PMS) en haar opvolger de PRD. In 1994 werd hij opnieuw in de Kamer van Afgevaardigden gekozen en werd fractievoorzitter van de PRD. In 1996 werd hij secretaris-generaal van de partij, voorzitter was destijds Andrés Manuel López Obrador. Van 2000 tot 2005 was hij senator en in 2006 was hij coördinator van de presidentscampagne van López Obrador.
Ortega geldt als leider van de stroming Nieuw Links (Nueva Izquierda), in de wandeling bekend als los chuchos, binnen de PRD. Ortega was in maart 2008 kandidaat voor het voorzitterschap van de PRD, hij nam het in de verkiezing op tegen onder andere Alejandro Encinas, die wordt gezien als de favoriet van López Obrador. Zowel Ortega als Encinas beschuldigden elkaar van het vervalsen van de verkiezing, en enkele PRD-prominenten riepen op tot annulering van de verkiezing. Uiteindelijk werd Guadalupe Acosta Naranjo, een aanhanger van Ortega, als voorzitter aangewezen. In november 2008 besloot het Electoraal Tribunaal dat Ortega de verkiezing had gewonnen, en op 1 december trad hij aan als partijvoorzitter, tot grote ontevredenheid van de aanhangers van Encinas. Ortega's termijn duurde tot 2011.